# Martí Olivella i Solé
Martí Olivella i Solé   (Barcelona, 1 de gener de 1955) és un activista català promotor de la innovació social i del moviment de la lluita noviolenta. Va ser un dels iniciadors del moviment per la pau a Catalunya a la dècada del 1970 en formar part del primer grup d'objectors al servei militar. Va ser amic de Lluís M. Xirinacs i seguidor dels seus plantejaments.
Ha estat cofundador i director del Centre d’Estudis Joan Bardina, d'EcoConcern i de NOVACT.

## Activitat social i professional
Des de 1975 al 1978, va formar part del primer grup d'objectors que no acceptaven sotmetre's al servei militar. Va estar 5 mesos a la presó del Castell de Sant Ferran de Figueres i va sortir amb la segona amnistia, l'any 1977. Un bon recull dels 20 primers anys de les lluites noviolentes d'objectors i d'insubmisos ha quedat recentment publicada el 2023 al llibre Fer Front.
Més tard es va especialitzar en la investigació i el disseny de nous models socials. Va ser coordinador del Centre d'Estudis Joan Bardina (1984-1989), promotor de l'enquesta mundial "Alternativa Intercultural" (1989) sobre els canvis de final de segle. Més tard va cofundar EcoConcern-Innovació Social (1990), on va elaborar documents com "Cooperació intercultural per alliberar-nos del desenvolupament".
És un ferm defensor d'un sistema monetari digital i transparent, que contempli el control social del crèdit; ha estat un dels promotors inicials de l'anomenada banca ètica i impulsor del "Rec - moneda ciutadana".
A començament dels anys 90 va col·laborar amb Agustí Chalaux que va inspirar el llibre El Poder del diner el 1992, que va rebre el 3r premi d'assaig Joaquim Xirau el 1991.

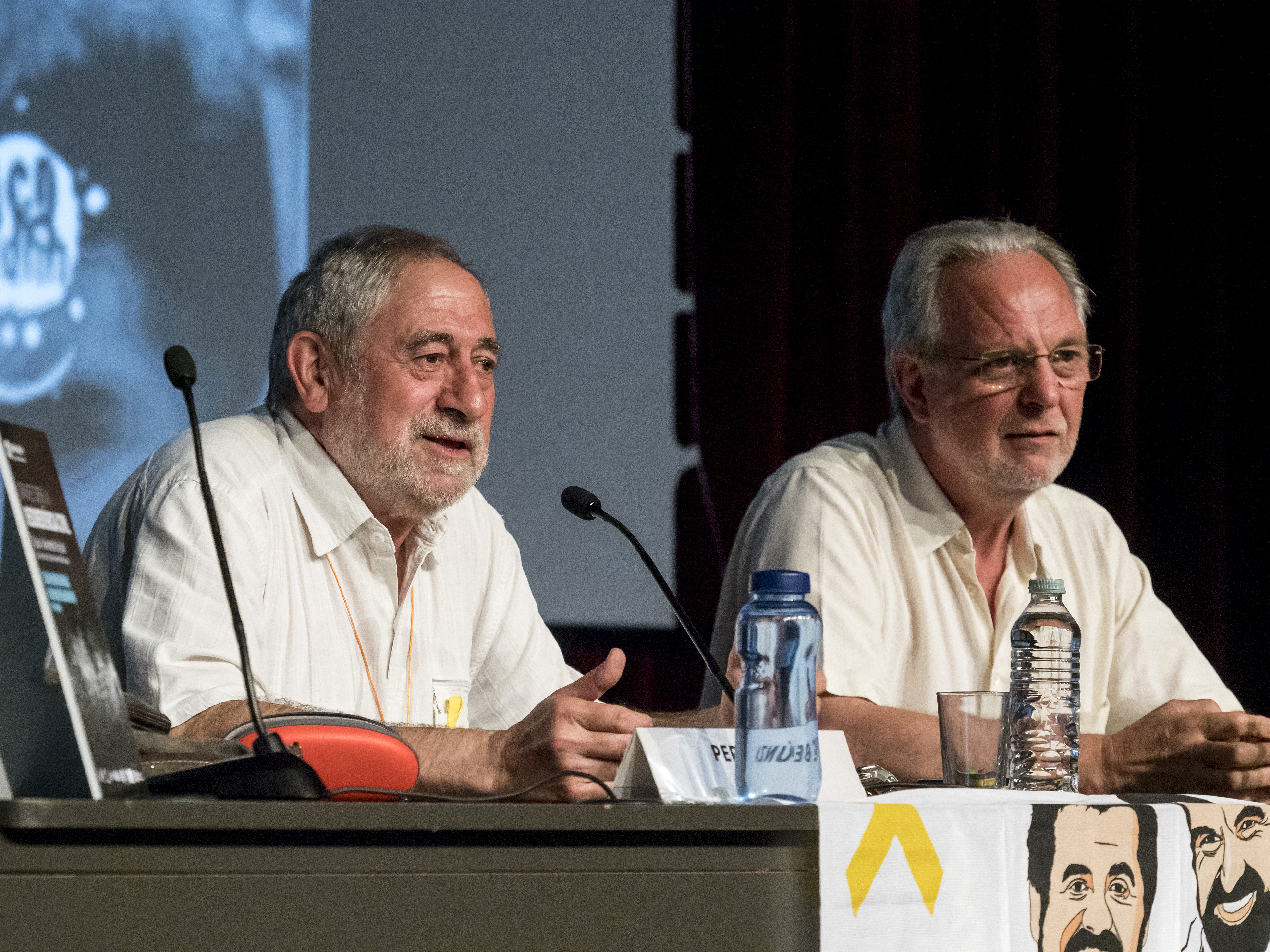
Amb Pepe Beúnza a unes Jornades sobre la desobediència civil, el 2019

Els primers anys del 2000 va organitzar vàries edicions de la Marxa Catalana per la Cultura de Pau que finalitzaven al Castell de Sant Ferran de Figueres, on ell havia estat detingut, per lliurar un manifest contra la guerra. A partir d'aquell mateix any 2003, va participar en diverses edicions del Fòrum Social Mundial de Porto Alegre.
Ha estat cofundador, director i president de l'organització no governamental catalana "Nova - Centre per a la Innovació Social", avui anomenada "NOVACT - Institut internacional per a l'acció Noviolenta".
Amb tot el camí fet s'ha anat focalitzant en la lluita noviolenta per enfortir els moviments socials, el suport als moviments d'autodeterminació (Palestina, Sahara, Catalunya...), per aturar les guerres i com a base de l'autodefensa noviolenta.
L'1 de febrer del 2024, va iniciar una vaga de fam per Palestina juntament amb Gabriela Serra i Llum Mascaray. Esperonats per l'agreujament del conflicte palestino-israelià a l'octubre del 2023, van acordar exigir al Govern d'Espanya que tallés el comerç d'armes amb l'Estat d'Israel i que el pressionés per a aconseguir un alto el foc. En la mateixa línia, van enviar una carta al ministre d'Afers Exteriors d'Espanya, José Manuel Albares, que encara no ha obtingut resposta. Van dur a terme la vaga sota el control d'un equip mèdic a l'espai Migra Studium de Ciutat Vella, on els van visitar diputats d'En Comú Podem, ERC i la CUP.